# (9643) 1994 RX
(9643) 1994 RX es un asteroide perteneciente al cinturón de asteroides, descubierto el 2 de septiembre de 1994 por Yoshisada Shimizu y el también astrónomo Takeshi Urata desde el Observatorio de Nachikatsuura, Wakayama, Japón.

## Designación y nombre
Designado provisionalmente como 1994 RX.

## Características orbitales
1994 RX está situado a una distancia media del Sol de 2,430 ua, pudiendo alejarse hasta 3,040 ua y acercarse hasta 1,819 ua. Su excentricidad es 0,251 y la inclinación orbital 8,172 grados. Emplea 1383,23 días en completar una órbita alrededor del Sol.

## Características físicas
La magnitud absoluta de 1994 RX es 13,88. 